# Vägen till Jerusalem
Vägen till Jerusalem från 1998 är första delen i en romantrilogi från korstågstid om Arn Magnusson, skriven av Jan Guillou.

## Romanens handling
Arn föds i Nådens år 1150 som medlem av Folkungaätten. Hans far är Magnus, ägare av den stora gården Arnäs och bror till Birger Brosa till Bjälbo, hans mor är Sigrid och hans äldre bror heter Eskil.
Strax innan Arn föddes fick modern Sigrid en uppenbarelse under invigningen av Skara domkyrka: Hon skulle skänka en gård, Varnhem, till cisterciensermunkarna för att de där skulle bygga ett kloster. Genom detta hoppas hon få hjälp av Jesu mor jungfru Maria att klara den kommande förlossningen som skrämmer henne. Med hjälp av kungen Sverker den äldre, genomdriver hon sin donation. Det nya klostrets förste abbot blir fader Henri av Clairvaux, en cisterciensermunk. Sigrid föder Arn på Varnhems kloster.
När Arn är fem år gammal råkar han ut för en olyckshändelse: Han ramlar ner från det höga tornet på Arnäs och landar livlös på gården nedanför. Hans föräldrar vakar och ber för honom. Under bönen lovar hans mor i sina böner till Gud och till Sankt Bernard av Clairvaux att om Arn får leva, så "skulle hans liv skänkas till Guds heliga arbete bland människorna på jorden". Arn återfår medvetandet och det uppfattas som ett mirakel. Föräldrarna är dock tvehågsna till att uppfylla löftet de givit. En tid därefter blir Arns mor svårt sjuk och hon tolkar detta som ett straff för löftesbrottet. Hon tar Arn med sig och beger sig till Varnhems kloster, där hon senare avlider. Hon begravs i den nyuppförda klosterkyrkan. Arn upptas som oblat i klostret, trots att detta bruk är avskaffat inom cistercienserorden. Men eftersom Arns mor var den som donerade Varnhem till bröderna, dessa de trägnaste arbetarna i Herrens vingård, gör man ett undantag. 
I klostret uppfostras Arn under munkarnas överinseende. Han deltar ivrigt i klostrets alla dagliga aktiviteter. Förutom de obligatoriska bönestunderna och mässorna, där Arn får användning för sin vackra sångröst, deltar han i alla slags arbete, från murning och matlagning, till fiske och tillverkning av fisknät. Den stränge men kärleksfulle Fader Henri av Clairvaux undervisar Arn i den kristna läran och står även för Arns omfattande intellektuella bildning. Han lär sig tala frankiska och latin lika väl som han talar folkspråket. Broder Guilbert, en före detta tempelriddare, lär upp Arn i stridskonst till häst, med svärd och med pilbåge. Det visar sig att Arn är en mycket duktig elev; han blir bättre än broder Guilbert i skytte och överlägsen alla män i de Västra och Östa Göta länderna till häst och med svärd. En av Arns fördelar är att han slåss lika bra med svärdet i vänster som i höger hand, vilket gör att han kan förvirra en motståndare genom att plötsligt byta svärdshand. Broder Guilbert smider ett särskilt svärd åt Arn, enligt tempelriddarmodell. Svärdet helgas genom dop i Varnhems klosterkyrka av fader Henri. I svärdets parerstång finns meningen In hoc signo vinces ingraverad, vilket är latin för "i detta tecken skall du segra". 
Fader Henri bestämmer, då Arn är 16 år, att denne ska återvända till världen utanför klostermurarna, för att lära känna världen därute. Detta för att därefter vara i stånd att kunna fatta ett fritt val mellan att bli munk eller att stanna i den yttre världen. Broder Guilbert skämtar om att det är en ung Parcifal som fader Henri skickar ut i världen.
Arn, som endast känner till klosterlivet, drabbas av flera kulturkrockar. Han blir inblandad i en strid med en uppretad folkmassa, som oskyldigt anklagar honom för brudrov. I självförsvar tvingas han då döda två män. För detta får han absolution av fader Henri. Han anses även av den världsliga makten ha handlat i nödvärn. Den lätt enfaldige prästen, som närvarat vid händelsen får för sig att det han sett rentav varit ett Herrens mirakel, detta att en liten "munkagosse" skulle ha kunnat döda två stora, starka västgötiska karlar. Dryckenskap och lust stöter Arn på senare. Efter en lyckad jakt på granngården Husabys ägor deltar Arn i ett dryckeslag, där han uppvaktas av värdens dotter Katarina Algotsdotter. På natten efter festen söker Katarina upp Arns nattläger och där gör de sig skyldiga till synder som Arn biktar sig för hos fader Henri. Senare, under holmgång på Axevalla ting, hugger Arn, för att försvara sin fars och ättens heder, av ena handen på en man vid namn Emund Ulvbane (som efter detta får lida under öknamnet "Emund Enhand").
Under sitt nya liv utanför klostret träffar Arn den vackra, rödhåriga flickan Cecilia Algotsdotter till Husaby, som är av Pålsätten och som även hon tillbringat tid i kloster. De möts då de bägge sjunger i kören i Forshems kyrka i närheten av Arnäs. Båda är ivriga och mycket skickliga sångare. De två blir djupt förälskade i varandra. Familjerna inleder förhandlingar om brudpris och morgongåva. En tid senare visar det sig att Cecilia är gravid.
Arns barndomsvän Knut Eriksson, son till den mördade kung Erik den helige har återvänt från exil hos släktingar i Norge. Knut, Arns bror Eskil samt Arn beger sig till gården Ulvåsa, som ligger granne med Arnäs. Gården tillhör Emund Ulvbane, den man som Arn tidigare lemlästat. Knut är övertygad om att det var Emund som utförde mordet på hans far. Under vapenhot ger Eskil ett skambud på att få köpa gården av Emund. Denne har ingenting att sätta emot och Arn, som ju är van vid skrivarbete, sätter upp ett avtal. Man förhandlar kring villkoren och Knut går med på att Emunds familj ska få lämna Ulvåsa med köpepenningen. Så fort som familjen (samt Arn och Eskil) lämnat gården, dräper Knut Emund. Magnus, Arns och Eskils far, sätter Folkungska brytar på gården.
Knut ber Arn att hjälpa honom att slutgiltigt hämnas mordet på sin far. En tidig vårmorgon då isen på Vättern varken bär eller brister och vakternas uppmärksamhet på borgen Näs på Visingsö därför är som lägst, beger de sig tillsammans ut till borgen i båt. Knut dräper kung Karl Sverkersson då denne tar sig en morgonpromenad utanför den ointagliga borgens murar. Knut Eriksson blir kung i Västra och Östra Göta länder.
Cecilias syster Katarina vill inte att äktenskapet mellan Cecilia och Arn skall äga rum. Detta då systrarnas familj sannolikt inte har råd att gifta bort båda döttrarna, den ogifta förväntas sättas permanent i kloster. Därför avslöjar Katarina under bikt att hon tidigare har haft köttsligt samröre med Arn. Det hände innan Arn och Cecilia hade träffats men det faktum att Arn har legat med bägge systrarna innebär en svår synd enligt kyrkans synsätt. Arn och Cecilia döms till 20 års botgöring; Arn som tempelriddare i Heliga landet och Cecilia som familiare i Varnhems systerkloster Gudhem. Då Arn och Cecilia skiljs åt, lovar de varandra att varje dag be för varandras liv och för att de ska få återses efter det att deras botgöringstid är till ända. Därpå beger sig Arn av till Heliga landet.